# Villa Hanau

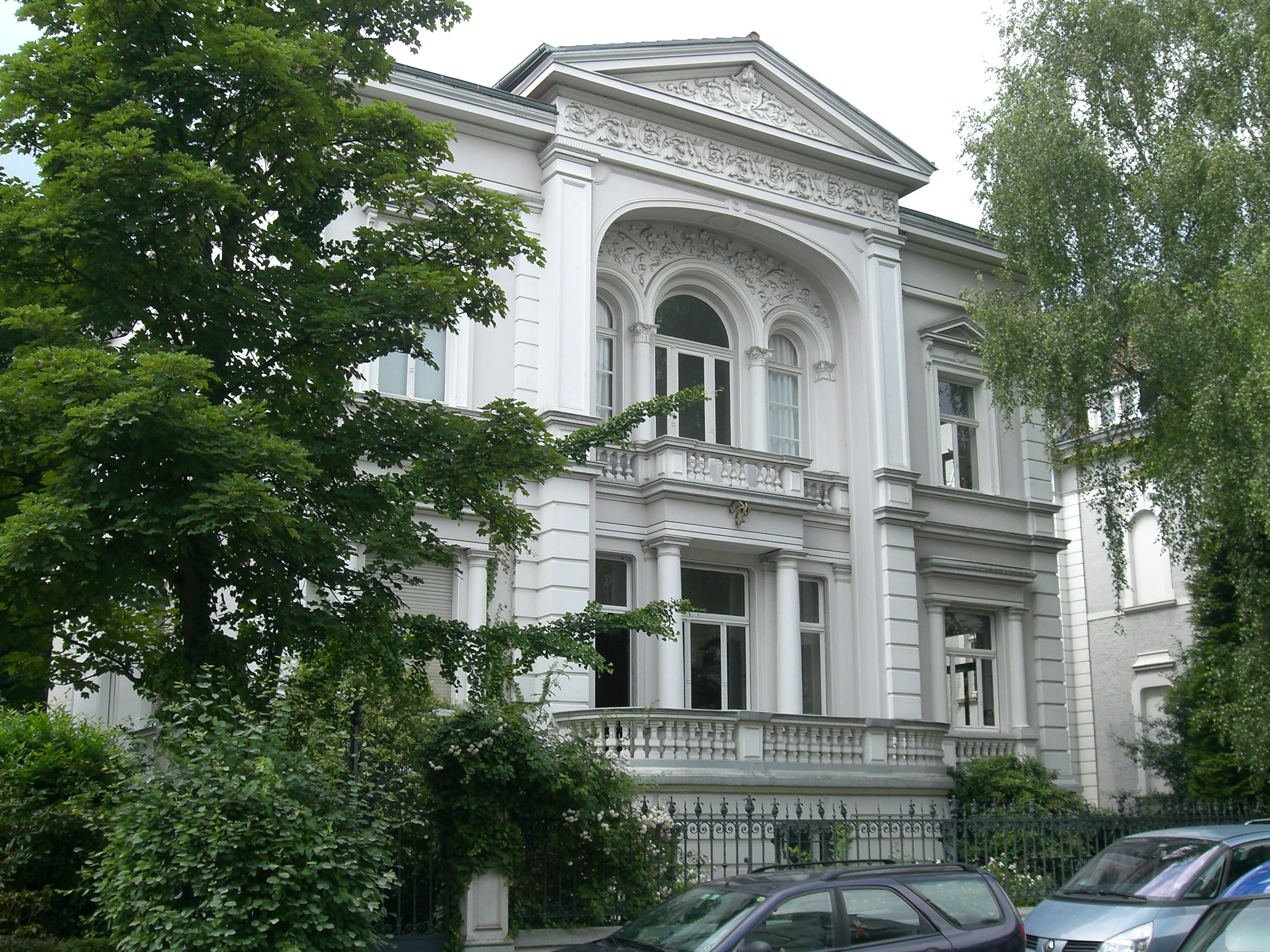
Villa Hanau

Die Villa Hanau ist eine Unternehmervilla in Mülheim an der Ruhr. Sie wurde im Jahre 1902 nach Plänen des Architekten Franz Hagen für den Mülheimer Kaufmann Heinrich Hanau (1857–1938), einen Neffen des Bankiers Gustav Hanau, errichtet.
Das repräsentative Gebäude liegt an der Friedrichstraße, im Volksmund auch als „Straße der Millionäre“ bezeichnet.